# Lamin Sarr
Lamin Sarr (Brikama, 11 de mayo de 1964 - Serrekunda, 19 de febrero de 2015) fue un entrenador de fútbol gambiano que entrenó por última vez al Bakau United FC.

## Biografía
Se formó como entrenador en Budapest, Hungría, hasta que en 2006, la Selección de fútbol de Gambia le adjudicó el puesto de segundo entrenador de Antoine Hey. Siguió en el cargo hasta 2009, cuando se convirtió en el seleccionador de la Selección de fútbol sub-20 de Gambia. Lideró a la selección en el Campeonato Juvenil Africano de 2011, aunque tras quedar en última posición en el grupo b, no pasó de ronda. En 2013 dejó el cargo para fichar por el Bakau United FC. En 2014 dejó al equipo en la sexta posición en liga, y quedando eliminado en la fase preliminar de la copa tras perder en penaltis contra el Blue Star.
Falleció el 19 de febrero de 2015 tras sufrir una pequeña enfermedad a los 50 años de edad.

## Clubes
| Club                                               | País   | Año         |
| -------------------------------------------------- | ------ | ----------- |
| Selección de fútbol de Gambia (segundo entrenador) | Gambia | 2006 - 2009 |
| Selección de fútbol sub-20 de Gambia               | Gambia | 2009 - 2013 |
| Bakau United FC                                    | Gambia | 2013 - 2015 |